# Нільс Перссон (яхтсмен)
Нільс Перссон (швед. Nils Persson, 11 лютого 1879 — 4 лютого 1941) — шведський яхтсмен.
Срібний призер Олімпійських Ігор 1912 року в класі 12 метрів.